# 黄美花报春
黄美花报春（学名：Primula calliantha sp. mishmiensis）为报春花科报春花属下的一个亚种。